# Cairnsgruppen

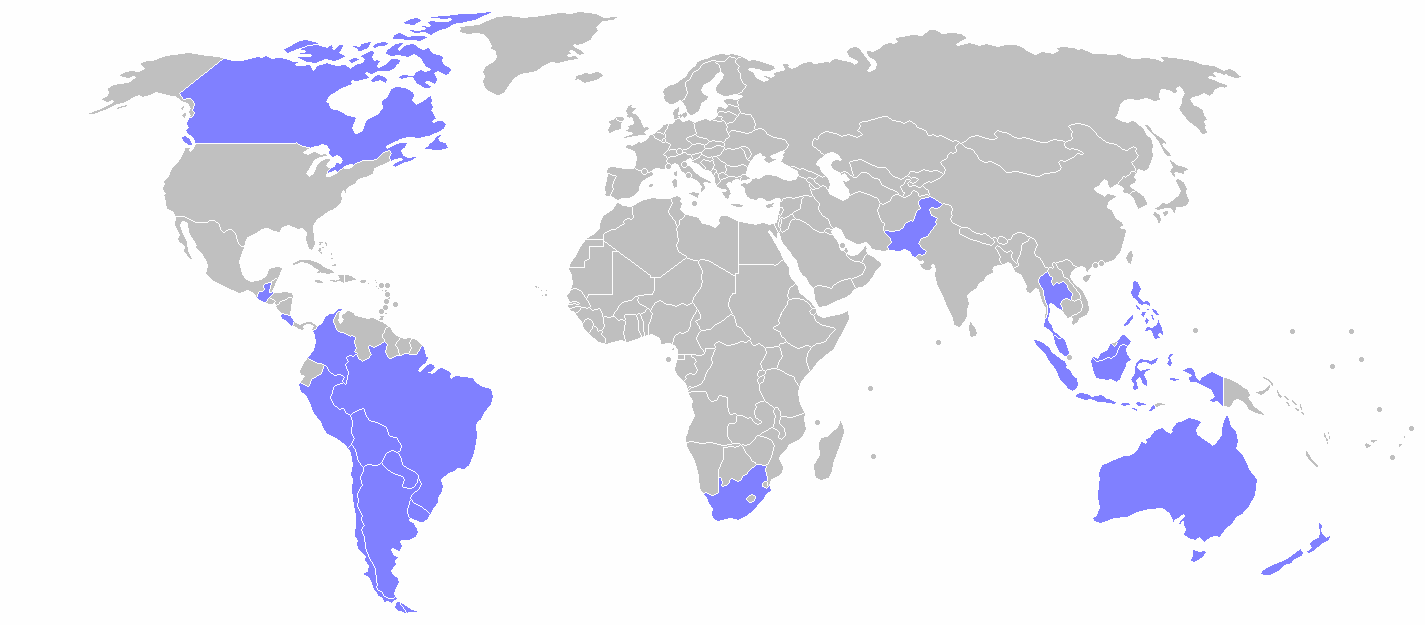
Medlemsstater i Cairnsgruppen.

Cairnsgruppen, Cairns Group, är en intresseorganisation bestående av 19 länder med betydande export av jordbruksprodukter. Gruppen har fått sitt namn från den australiska staden Cairns där det grundande mötet hölls 1986. Den australiska regeringen ledde grundandet av gruppen, men vissa av Sydostasiens länder hade samarbetat inom jordbrukshandel genom ASEAN.
Orsakerna till att bilda gruppen var främst ett svar på de skenande subventionerna av jordbruksprodukter av EU och USA. Speciellt hade man reagerat på hur General Agreement on Tariffs and Trade (GATT) tvingade länder att liberalisera sin ekonomi, medan USA gavs ett undantag för att skydda sitt jordbruk på 1950-talet.

## Medlemsstater
Medlemmar i Cairnsgruppen är:
- Argentina
- Australien
- Bolivia
- Brasilien
- Chile
- Colombia
- Costa Rica
- Filippinerna
- Guatemala
- Indonesien
- Kanada
- Malaysia
- Nya Zeeland
- Pakistan
- Paraguay
- Peru
- Sydafrika
- Thailand
- Uruguay